# Trávník (Osice)
Trávník (německy Eichelburg) je malá vesnice, část obce Osice v okrese Hradec Králové. Nachází se asi 1,5 km na severozápad od Osic. V roce 2009 zde bylo evidováno 31 adres. V roce 2001 zde trvale žilo 84 obyvatel.
Trávník leží v katastrálním území Trávník u Osic o rozloze 1,54 km2.